# Xã North Fork, Quận Stearns, Minnesota
Xã North Fork (tiếng Anh: North Fork Township) là một xã thuộc quận Stearns, tiểu bang Minnesota, Hoa Kỳ. Năm 2010, dân số của xã này là 247 người.